# Marvin Harris
Marvin Harris (* 18. August 1927 in Brooklyn; † 25. Oktober 2001 in Gainesville (Florida)) war ein US-amerikanischer Anthropologe und der bedeutendste Vertreter der Theorie des Kulturmaterialismus (engl. Cultural Materialism).
Er lehrte und forschte über 30 Jahre lang an der Columbia University in New York und ab den 1980er-Jahren an der University of Florida in Gainesville. Sein Buch Wohlgeschmack und Widerwillen ist ein Standardwerk zum Thema Nahrungstabus. Harris stellte auch religionswissenschaftliche Hypothesen über die Entstehung des Tötungstabus in der Menschheitsgeschichte an. Laut seinem Verständnis waren die altiranischen Parsen die ersten, die das Töten insgesamt als unsittlich verwarfen. Dieses Tabu wurde dann im nordindischen Kulturkreis vor etwa 2500 Jahren durch Jainismus und vor allem den Buddhismus institutionalisiert.

## Werke
Populärwissenschaftliche Bücher
- Cannibals and Kings: The Origins of Cultures. New York 1977
  - Kannibalen und Könige. Die Wachstumsgrenzen der Hochkulturen. dtv, München 1995. ISBN 3-423-30500-2.
- Menschen. Wie wir wurden, was wir sind. dtv, München 1996. ISBN 3-423-30530-4.
- Fauler Zauber. Unsere Sehnsucht nach der anderen Welt, Klett-Cotta, Stuttgart 1993, ISBN 3-608-93132-5.
- Wohlgeschmack und Widerwillen. Klett-Cotta, Stuttgart 2005. ISBN 3-608-94412-5.

Wissenschaftliche Bücher
- The Rise of Anthropological Theory. A History of Theories of Culture. Updated Edition. Lanham, MD: AltaMira Press, 2001 (Erstausgabe 1968).
- Cultural Materialism: The Struggle for a Science of Culture. Updated Edition. Lanham, MD: AltaMira Press, 2001 (Erstausgabe 1979).
- Kulturanthropologie. Ein Lehrbuch. Campus Verlag, Frankfurt am Main 1989. ISBN 3-593-33976-5.